# ریچارد ان ریچاردز
ریچارد ان ریچاردز (به انگلیسی: Richard N. Richards) فضانورد اهل کشور ایالات متحده آمریکا است که در ۲۴ اوت ۱۹۴۶ میلادی در کی وست زاده شد. وی در مأموریت اس‌تی‌اس-۲۸، اس‌تی‌اس-۴۱، اس‌تی‌اس-۵۰، اس‌تی‌اس-۶۴ حضور داشته است.